# Torneo Internazionale dei Club Campioni 1951
Il Torneo Internazionale dei Club Campioni 1951 (Torneio Internacional de Clubes Campeões 1951 in portoghese), più noto come Copa Rio 1951, è stato la prima edizione dell'omonima competizione, ed è considerato dalla FIFA come la prima competizione per club di livello mondiale, ancorché non ufficiale.
A questo torneo, vinto dal Palmeiras, le squadre partecipavano su invito (senza campioni continentali poiché all'epoca non si disputavano ancora competizioni continentali ufficiali). Ci furono inoltre molte defezioni tra i club convocati, per questo motivo al momento dei fatti la FIFA, pur appoggiando la manifestazione, ne lasciò l'organizzazione ufficiale alla federazione brasiliana ed alla prefettura di Rio de Janeiro.

## Storia
La Copa Rio 1951 è stata ufficialmente organizzata dalla federazione brasiliana e dalla prefettura di Rio de Janeiro: la CONMEBOL, difatti, non la include nelle competizioni ufficiali, pur avendo ricevuto il patrocinio ufficioso dei dirigenti FIFA Ottorino Barassi e Stanley Rous. Il Palmeiras incontrò la Juventus in finale: i brasiliani vinsero il primo incontro 1-0, nella seconda partita arrivò un pareggio per 2-2. Le semifinali furono giocate rispettivamente contro il Vasco da Gama e contro l'Austria Vienna.
Il Palmeiras fu premiato con la Copa Rio e la Taça Príncipe; alla Juventus, vicecampione, fu assegnata la Taça Confederação Brasileira de Desportos.
Nel marzo del 2007 la FIFA riconobbe questa edizione come la prima coppa del mondo per club, salvo poi ritrattare nel dicembre dello stesso anno anche a causa delle richieste di altri club che avevano disputato e vinto tornei internazionali simili, (come quella del Corinthians riferita alla vittoria della Pequeña Copa del Mundo 1953) precisando anche che il Torneo Internazionale dei Club Campioni, non fu un evento FIFA. Il 26 aprile 2007, la FIFA ha riferito che il processo decisionale non era ancora stato completato e che fino ad allora la questione era stata affrontata solo a livello amministrativo dal segretariato generale, ma che, data l'importanza e la complessità della questione, il caso doveva essere sottoposto al Comitato Esecutivo della Federazione. Nel 2013, l'allora segretario Jérôme Valcke, riconobbe la competizione come un mondiale per club (come fece il suo predecessore Urs Linsi) attraverso un fax inviato al Palmeiras, ma anche in questo caso la decisione fu provvisoria in attesa di quella del Consiglio FIFA che nel 2014, pur ribadendo che non sussiste coincidenza giuridica e statistica tra la Copa Rio e la Coppa del mondo per club, ha valutato la manifestazione come il primo torneo per club di livello mondiale, e il Palmeiras come vincitore (concetto ribadito a gennaio 2017) quindi non come torneo assegnante il titolo mondiale. La CONMEBOL infatti non la include tra le competizioni ufficiali (ovvero da lei riconosciute come valide) e la stessa FIFA non la menziona come una competizione che attribuisce il titolo mondiale ufficiale.
In Brasile il tema è fonte di accese discussioni e interpretazioni demagogiche. Addirittura, nel 2014, il ministero dello sport brasiliano, allora guidato da un tifoso del Palmeiras (Aldo Rebelo), ha pubblicato un articolo dichiarante il Palmeiras campione mondiale, attribuendo la decisione al Consiglio FIFA ma basandosi sul fax mandato dal Segretariato Generale FIFA il quale aveva valore provvisorio e che non è stato approvato dal Consiglio della federazione mondiale.
Dopo il riconoscimento de iure della Coppa Intercontinentale nell'ottobre 2017 come manifestazione assegnante il titolo mondiale FIFA, il Palmeiras ha chiesto sostegno alla CONMEBOL per convincere la FIFA ad attribuire identico status anche alla Copa Rio 1951. In base allo statuto della federazione mondiale infatti, il Consiglio FIFA in futuro potrà cambiare lo status della competizione. Ad aprile 2019, a Brasilia, il presidente della FIFA Gianni Infantino, intervistato dai media locali, ha comunque ribadito che per la federazione mondiale soltanto i club vincitori della Coppa Intercontinentale e della Coppa del mondo per club sono da considerarsi ufficialmente campioni del mondo.

## Squadre partecipanti
Inizialmente si auspicava la partecipazione di 16 squadre, alla stregua del campionato mondiale per nazionali disputato sempre in Brasile l'anno precedente.
| Federazione | Squadra          | Qualificazione                                                 |
| ----------- | ---------------- | -------------------------------------------------------------- |
| Austria     | Austria Vienna   | 3ª Austria 1950-1951 1ª Austria 1949-1950                      |
| Brasile     | Palmeiras        | 1ª San Paolo 1950                                              |
| Brasile     | Vasco da Gama    | 1ª Rio de Janeiro 1950                                         |
| Francia     | Nizza            | 1ª Francia 1950-1951                                           |
| Italia      | Juventus         | 3ª Italia 1950-1951 1ª Italia 1949-1950                        |
| Jugoslavia  | Stella Rossa     | 1ª Jugoslavia 1951 2ª Jugoslavia 1950 1ª Coppa Jugoslavia 1950 |
| Portogallo  | Sporting Lisbona | 1ª Portogallo 1950-1951                                        |
| Uruguay     | Nacional         | 1ª Uruguay 1950                                                |

## Partite

### Fase a gironi

#### Girone Rio de Janeiro
| Squadre        | G | V | N | P | GF | GS | DR | Punti |
| -------------- | - | - | - | - | -- | -- | -- | ----- |
| Vasco da Gama  | 3 | 3 | 0 | 0 | 12 | 3  | 9  | 6     |
| Austria Vienna | 3 | 2 | 0 | 1 | 7  | 6  | 1  | 4     |
| Nacional       | 3 | 1 | 0 | 2 | 4  | 8  | -4 | 2     |
| Sporting CP    | 3 | 0 | 0 | 3 | 4  | 10 | -6 | 0     |

| Arbitro: | Powers |

|                                      |           |  |
| Aurednik 22’, 27’ Stojaspal 53’, 85’ | Marcatori |  |

| Arbitro: | Fordjman |

|                                               |           |              |
| Friaça Tesourinha Ipojucan 46’, 75’ Djair 89’ | Marcatori | 87’ Patalino |

| Arbitro: | Galvatti |

|                                      |           |                                |
| Bermúdez 12’ Ramires 75’ Ambrois 88’ | Marcatori | 10’ Patalino 15’ Jesus Correia |

| Arbitro: | Powers |

|                           |           |                |
| Friaça 15’ 63’ Tesourinha | Marcatori | 10’ Melchior I |

| Arbitro: | Popović |

|               |           |          |
| Albano Hubber | Marcatori | Aurednik |

| Arbitro: | Powers |

|                        |           |     |
| Djair 36’ Ipojucan 68’ | Marcatori | Gol |

#### Girone San Paolo
| Squadre               | G | V | N | P | GF | GS | DR | Punti |
| --------------------- | - | - | - | - | -- | -- | -- | ----- |
| Juventus              | 3 | 3 | 0 | 0 | 10 | 4  | 6  | 6     |
| Palmeiras             | 3 | 2 | 0 | 1 | 5  | 5  | 0  | 4     |
| OGC Nice              | 3 | 1 | 0 | 2 | 4  | 7  | -3 | 2     |
| Stella Rossa Belgrado | 3 | 0 | 0 | 3 | 4  | 7  | -3 | 0     |

| Arbitro: | Franz Grill |

|                                            |           |  |
| Achilles 52’ Ponce de Léon 60’ Richard 76’ | Marcatori |  |

| Arbitro: | Alberto da Gama Malcher |

|                                            |           |                            |
| Boniperti 26’, 42’ K. A. Hansen 84’ (rig.) | Marcatori | 18’ Tomašević 59’ Ognjanov |

| Arbitro: | Franz Grill |

|                    |           |                                     |
| Courteaux 20’, 60’ | Marcatori | 11’ Vivolo 35’ Præst 77’ Muccinelli |

| Arbitro: | Gaby Tordjan |

|                          |           |             |
| Achilles 11’ Liminha 80’ | Marcatori | 8’ Ognjanov |

| Arbitro: | Mario Viana |

|           |           |                                 |
| Mitić 46’ | Marcatori | 49’ Ben Tifour (rig.) Bengtsson |

| Arbitro: | Edward Graigh |

|  |           |                                                      |
|  | Marcatori | 10’, 18’ Boniperti 48’ (rig.) K. A. Hansen 80’ Præst |

### Fase finale

#### Semifinali
| Arbitro: | Alberto da Gama Malcher |

|                                      |           |                               |
| Koller 29’ Stojaspal 39’, 85’ (rig.) | Marcatori | 32’ Muccinelli 49’, 72’ Præst |

| Arbitro: | Edward Graigh |

|             |           |                        |
| 24’ Richard | Marcatori | Maneca 46’ Liminha 37’ |

| Arbitro: | Edward Graigh |

|                                   |           |           |
| Muccinelli 53’, 55’ Boniperti 59’ | Marcatori | Stojaspal |

| Rio de Janeiro 15 luglio 1951 | Vasco da Gama | 0 – 0 referto | Palmeiras | Maracanã (77 488 spett.)\| Arbitro: \| Edward Graigh \| |
| Arbitro:                      | Edward Graigh |               |           |                                                         |

#### Finali
| Arbitro: | Franz Grill |

|               |           |  |
| Rodrigues 20’ | Marcatori |  |

| Arbitro: | Gaby Tordjan |

|                         |           |                           |
| Præst 18’ Boniperti 53’ | Marcatori | 48’ Rodrigues 78’ Liminha |

| JUVENTUS:    |                     |
|              |                     |
| POR          | Giovanni Viola      |
| DIF          | Alberto Bertuccelli |
| DIF          | Sergio Manente      |
| CEN          | Giacomo Mari        |
| CEN          | Carlo Parola (C)    |
| CEN          | Romolo Bizzotto     |
| CEN          | Karl Aage Hansen    |
| ATT          | Ermes Muccinelli    |
| ATT          | Giampiero Boniperti |
| ATT          | John Hansen         |
| ATT          | Karl Aage Præst     |
| Allenatore:  |                     |
| Jesse Carver |                     |

| PALMEIRAS:     |                     |
|                |                     |
| POR            | Fábio Crippa        |
| DIF            | Salvador            |
| DIF            | Juvenal             |
| CEN            | Túlio               |
| CEN            | Luís Villa          |
| CEN            | Dema                |
| ATT            | Túlio Lima          |
| ATT            | Ponce de Léon       |
| ATT            | Liminha             |
| ATT            | Jair Rosa Pinto     |
| ATT            | Francisco Rodrigues |
| Allenatore:    |                     |
| Ventura Cambon |                     |

| Guardalinee: Edward Graigh Mika Popović |